# Ludo Janssens
Pour les articles homonymes, voir Janssens.
Ludo Janssens, né le 19 avril 1942 à Anvers, est un coureur cycliste belge. Professionnel de 1962 à 1965, il a notamment remporté la Flèche brabançonne en 1962.

## Palmarès
- 1961
  - Bruxelles-Liège
  - Course des raisins
  - 5e de Paris-Tours
- 1962
  - 4e étape du Tour du Levant
  - Flèche brabançonne
  - Prix national de clôture
- 1963
  - Circuit du Limbourg
  - Kessel-Lier
  - Grand Prix Beeckman-De Caluwé
  - 2e du Circuit Het Volk
  - 3e du Tour du Limbourg
  - 3e du Tour du Condroz
- 1964
  - Grand Prix des Carrières
  - 2e de la Coupe Sels
  - 3e du Grand Prix Flandria
  - 3e du Grand Prix du Parisien
  - 5e du Grand Prix des Nations
- 1965
  - Grand Prix de Denain
  - 2e du championnat de Belgique de l'omnium
  - 2e du Circuit du Port de Dunkerque
  - 3e de Bruxelles-Verviers

## Résultats sur les grands tours

### Tour de France
1 participation
- 1963 : 39e du classement général

### Tour d'Italie
1 participation
- 1963 : abandon